# Cryptocephalus octoguttatus
Cryptocephalus octoguttatus es una especie de insecto coleóptero de la familia Chrysomelidae.
Fue descrita científicamente en 1767 por Carlos Linneo.